# Джозеф Косинські
Джозеф Косинські (англ. Joseph Kosinski; нар. 3 травня 1974) — американський кінорежисер, найбільш відомий роботами в галузі комп'ютерної графіки та комп'ютерно-згенерованими зображеннями (CGI). Він зняв фільми «Трон: Спадок» (2010), «Світ забуття» (2013), «Вогнеборці» (2017), «Найкращий стрілець: Маверік» (2022), «Спайдергед» (2022) і «Формула-1» (2025). Його попередні роботи були пов'язані переважно з рекламою, зокрема рекламний ролик «Зоряна ніч» для «Halo 3» та відзначений багатьма нагородами рекламний ролик «Божевільний світ» для «Gears of War».

## Життя і кар'єра
Косінський виріс у Маршалтауні, штат Айова, у родині Патриції (уродженої Провост) франко-канадського походження та Джоела Косинські, лікаря польського походження.
Косинські — випускник Колумбійської вищої школи архітектури, планування та збереження (GSAPP), також був доцентом кафедри архітектури, допомагаючи студентам у 3D-моделюванні та графіці.
Його першим повнометражним фільмом став насичений спецефектами «Трон: Спадок». Фільм вийшов у форматах Disney Digital 3-D та IMAX 3D у грудні 2010 року і зібрав 400 мільйонів доларів по всьому світу.
Після переїзду до Лос-Анджелеса в 2005 році він почав писати сценарій, який згодом перетворився на неопублікований графічний роман під назвою «Облівіон». У серпні 2010 Walt Disney Pictures придбала права на твір. Вільям Монахан працював над сценарієм екранізації. У березні 2011 року повідомлялося, що Карл Гайдушек перепише сценарій. Спроби залишити фільм у межах рейтингу PG були невдалими, що призвело до того, що Disney відмовився від прав, які натомість придбала Universal Pictures, і погодилася на рейтинг PG-13. Зйомки «Облівіона» з бюджетом у 120 мільйонів доларів розпочалися в березні 2012 року з Томом Крузом у головній ролі. «Облівіон» вийшов у прокат у квітні 2013 року, отримавши неоднозначні відгуки, і зібрав 286 мільйонів доларів у світовому прокаті.
У 2017 році він зняв фільм «Вогнеборці», заснований на реальній історії про пожежників у дикій місцевості. У червні 2017 року оголосили, що він зніме продовження фільму «Найкращий стрілець» під назвою «Найкращий стрілець: Маверік». Фільм вийшов у кінотеатри 27 травня 2022 року і зібрав 1,496 мільярда доларів у всьому світі, ставши найкасовішим фільмом за участю Тома Круза.
Косинські також зняв гоночний фільм про Формулу-1 з Бредом Піттом у головній ролі, реліз якого запланований на 2025 рік, об'єднавшись із продюсером «Найкращого стрільця» Джеррі Брукхаймером і сценаристом Ереном Крюгером, а серед продюсерів також значиться гонщик Льюїс Гамільтон. Проєкт, придбаний Apple Studios у червні 2022 року, отримає ексклюзивний показ у кінотеатрах «щонайменше 30 днів» перед трансляцією на Apple TV+.

### Нереалізовані проєкти
Косінскі брав участь у кількох незавершених проєктах, включаючи ремейки науково-фантастичних фільмів 70-х «Втеча Логана» і «Чорна діра», науково-фантастичний фільм «Архангели», бойовик від сценаристів серіалу «Зупинись і гори» та фільм за мотивами серіалу «Сутінкова зона».
У березні 2015 року Косинські був затверджений на посаду режисера третього фільму у франшизі «Трон», але в травні того ж року Дісней скасував проєкт.
У березні 2015 року Косинські підписав контракт на режисуру екранізації серії відеоігор Gran Turismo для Sony Pictures, але в лютому 2018 року стало відомо, що подальший розвиток проєкту не відбувається. Зрештою фільм буде знятий Нілом Блумкампом, і вийде на екрани 25 серпня 2023 року.
У червні 2020 року його найняли зняти ремейк фільму «Смерч» для Universal Pictures,, але в жовтні 2022 року Косинські покину виробництво після того, як проєкт був перепрофільований на сиквел під назвою «Смерчі».

## Фільмографія

### Фільми
| Рік  | Назва                       | Режисер | Продюсер | Додатково              |
| ---- | --------------------------- | ------- | -------- | ---------------------- |
| 2008 | TR2N                        | Так     | Ні       | короткометражний фільм |
| 2010 | Трон: Спадок                | Так     | Ні       |                        |
| 2013 | Світ забуття                | Так     | Так      | деякі елементи історії |
| 2017 | Вогнеборці                  | Так     | Ні       |                        |
| 2022 | Найкращий стрілець: Маверік | Так     | Ні       |                        |
| 2022 | Спайдергед                  | Так     | Ні       |                        |
| 2024 | Смерчі                      | Ні      | Ні       | автор історії          |
| 2025 | Формула-1                   | Так     | Так      |                        |
| Н/Д  | Поліція Маямі               | Так     | Ні       |                        |

### Рекламні ролики
- Nintendo DS — Touch (2004)
- Gears of War — Mad World (2006)
- Halo 3 — Starry Night (2007)
- Saab Aero-X — Blackbird (2007)
- Hummer — Selector (2007)
- Chevrolet — Baby (2008)
- Halo 4 — Awakening (2011)
- Assassin's Creed Unity — Unity (2014)
- Destiny — Become Legend (2014)
- Destiny — Evil's Most Wanted (2015)
- Doom — cinematic trailer (2016)
- Taco Bell — Web of Fries (2018)
- BMW i7 M70 — The Calm (2023)[37]
- Chanel — Who Are You Coco Mademoiselle? (2023)

### Музичні відео
- Леді Гага — Hold My Hand (2022)